# جوليان رودريغيز
جوليان رودريغيز (بالفرنسية: Julien Rodriguez)‏ (مواليد 11 يونيو 1978 في بيزيرز - فرنسا) لاعب كرة قدم فرنسي يلعب حاليا لصالح نادي الدرجة الأولى مرسيليا الفرنسي منذ 2007 في مركز قلب الدفاع .

## روابط خارجية
- جوليان رودريغيز على موقع قاعدة بيانات كرة القدم.إي يو (الإنجليزية)
- جوليان رودريغيز على موقع ليكيب (الفرنسية)
- جوليان رودريغيز على موقع Soccerbase.com (لاعب) (الإنجليزية)
- جوليان رودريغيز على موقع كووورة